# 木麒麟
木麒麟（学名：Pereskia aculeata）为仙人掌科木麒麟属下的一个种，也叫虎刺、叶仙人掌、叶仙。
该物种是仙人掌科的良好砧木，常用于嫁接蟹爪兰等其他仙人掌科植物。